# ايغرامن آيت عموم (آيت ربعمية 1)
ايغرامن آيت عموم هو دُوَّار يقع بجماعة آيت سدرات السهل الشرقية، إقليم تنغير، جهة درعة تافيلالت في المملكة المغربية. ينتمي الدوّار لمشيخة آيت ربعمية 1 التي تضم 12 دوار. يقدر عدد سكانه بـ 100 نسمة حسب الإحصاء الرسمي للسكان والسكنى لسنة 2004.

## روابط خارجية
- البوابة الوطنية للجماعات الترابية
- المندوبية السامية للتخطيط